# Dallas/Fort Worth International Airport
Dallas/Fort Worth International Airport (IATA: DFW, ICAO: KDFW, FAA LID: DFW) je mezinárodní letiště mezi městy Dallas a Fort Worth v Texasu. V roce 2017 se jednalo o čtvrté nejrušnější letiště na světě podle pohybů letadel a patnácté nejrušnější na světě podle počtu cestujících. Letiště slouží jako dopravní uzel pro společnost American Airlines. K lednu 2020 byly odsud vypravovány lety do 260 destinací, z toho 67 mezinárodních a 193 tuzemských destinací v USA.

## Historie
Již v roce 1927 Dallas navrhl společné letiště s Fort Worth, který to ale odmítl mu a tak měla obě města vlastní letiště. Myšlenka společného letiště byla opět oživena v roce 1961 poté, co FAA odmítla investovat separátně do dvou letišť (Greater Southwest International Airport ve Fort Worth a Love Field v Dallasu). Letiště se začalo budovat v roce 1969. V roce 1979 přestěhovali American Airlines své sídlo z New Yorku do Fort Worthu. Letiště je hlavním uzlem nejen pro American Airlines, ale i pro American Eagle. V roce 1989 bylo dokonce druhým nejfrekventovanějším letištěm na světě z hlediska počtu přepravených cestujících. Od roku 2005 spojuje terminály letiště vysokorychlostní tramvaj a ve stejném roce byl otevřen terminál D.

## Terminály
Letiště má pět terminálů. Při stavebním záměru se bralo v úvahu budoucí rozšiřování letiště. Území letiště pro další rozšíření může mít maximálně 13 terminálů s kapacitou 260 míst pro letadla. Letiště provozuje pravidelné letecké spojení do 145 amerických a 48 mezinárodních destinací.

## Statistika
| Pořadí | Město                                 | Počet cestujících | Letecké společnosti       |
| ------ | ------------------------------------- | ----------------- | ------------------------- |
| 1      | Cancún, Mexiko                        | 416 401           | American, Sun Country     |
| 2      | London (Heathrow), Spojené království | 328 772           | American, British Airways |
| 3      | Mexico City, Mexiko                   | 309 015           | American                  |
| 4      | Tokyo (Narita), Japonsko              | 265 058           | American                  |
| 5      | Frankfurt, Německo                    | 202 953           | American, Lufthansa       |
| 6      | Paris (Charles de Gaulle), Francie    | 202 949           | American                  |
| 7      | Toronto, Kanada                       | 178 554           | Air Canada, American      |
| 8      | Puerto Vallarta, Mexiko               | 168 553           | American                  |
| 9      | Monterrey, Mexiko                     | 157 417           | American                  |
| 10     | San Jose de Cabo, Mexiko              | 153 612           | American                  |

| Pořadí | Město                     | Počet cestujících | Letecké společnosti              |
| ------ | ------------------------- | ----------------- | -------------------------------- |
| 1      | Los Angeles, Kalifornie   | 1 062 000         | American, United, Virgin America |
| 2      | Atlanta, Georgie          | 1 043 000         | American, Delta                  |
| 3      | Chicago, Illinois (ORD)   | 906 000           | American, Spirit, United         |
| 4      | Denver, Colorado          | 736 000           | American, Frontier, United       |
| 5      | San Francisco, Kalifornie | 682 000           | American, United, Virgin America |
| 6      | Las Vegas, Nevada         | 594 000           | American, Spirit                 |
| 7      | San Antonio, Texas        | 593 000           | American                         |
| 8      | Phoenix, Arizona          | 592 000           | American, US Airways             |
| 9      | Austin, Texas             | 587 000           | American                         |
| 10     | LaGuardia, New York       | 559 000           | American                         |